# Farrodes tepui
Farrodes tepui is een haft uit de familie Leptophlebiidae. De wetenschappelijke naam van de soort is voor het eerst geldig gepubliceerd in 1996 door Domínguez, Molineri & Peters.